# Francis Jeffers
 (octobre 2012).
Si vous disposez d'ouvrages ou d'articles de référence ou si vous connaissez des sites web de qualité traitant du thème abordé ici, merci de compléter l'article en donnant les références utiles à sa vérifiabilité et en les liant à la section « Notes et références ».
Pour les articles homonymes, voir Jeffers.
Francis Jeffers, né le 25 janvier 1981 à Liverpool, est un footballeur international anglais qui évolue au poste d'attaquant.

## Biographie
Cet attaquant fait ses débuts professionnels à Everton FC alors qu'il n'a que 17 ans. Il marque alors 20 buts en 60 matchs. Cette performance amène Arsenal FC à le recruter en 2001 pour 8 millions £, cependant son passage chez les Gunners est entaché par les blessures. 
Lors de la saison 2003-04, Jeffers revient à Everton sous forme de prêt mais ne marque qu'une fois en 18 rencontres. Il est alors vendu à Charlton Athletic pour 2 millions £ lors de l'été 2004. La saison suivante il marque 5 buts en 24 matchs.
Le 31 août 2005, il rejoint Rangers FC pour un prêt de six mois mais repart à Charlton dès décembre après de pauvres performances. 
Il a été sélectionné une fois par l'équipe d'Angleterre marquant un but lors de la défaite contre l'Australie en 2003. Mais Jeffers a aussi joué pour les espoirs, il partage même le record de buts marqués dans cette sélection avec Alan Shearer. Ils ont tous les deux marqué 13 buts. 
Son contrat avec Charlton prend fin à l'été 2006, c'est alors Blackburn Rovers qui le recrute mais il ne joue que des miettes de matchs. Après une saison il est prêté à Ipswich Town, un club de seconde division, pour un mois. Il marque dès son premier match sous ses nouvelles couleurs et est élu homme du match. Blessé au tendon, il retourne à Blackburn. Soigné, il est autorisé à terminer la saison à Ipswich. 
Ipswich tente d'acheter définitivement Francis Jeffers, mais toutes les offres du club échouent. Le joueur anglais rejoint alors Sheffield Wednesday en août 2007 et signe un contrat de trois ans. Cependant il se blesse dès la vingtième minute du premier match de la saison 2007-08. Il passe trois saisons à Sheffield et après un court passage dans le club australien de Newcastle United Jets, il s'engage en faveur du club écossais de Motherwell FC en février 2011. Il ne reste que quelques mois en Écosse puisqu'il retourne au club australien de Newcastle United Jets en octobre 2011. Après un but en 17 apparitions, il est libéré durant l'été 2012.
Le 12 octobre 2012, Jeffers signe en faveur du club maltais du Floriana FC. Après une courte expérience à Accrington Stanley, il met un terme à sa carrière en 2013.
Reconverti entraîneur, il intègre le staff de l'équipe réserve d'Everton en octobre 2016. En octobre 2017, il devient entraîneur de cette équipe réserve.

## Palmarès
- Avec Arsenal FC
  - Champion d'Angleterre en 2002
  - Vice-champion d'Angleterre en 2003.

- Avec Motherwell FC
  - Vainqueur de la Coupe d'Écosse en 2011.